# Three First National Plaza
Il Three First National Plaza è un grattacielo di 57 piani e alto 234 metri situato a Chicago, negli Stati Uniti.

## Descrizione
Completato nel 1981, ha una superficie calpestabile di 133.721,8 m2. È stato progettato da Skidmore, Owings & Merrill. La facciata esterna è rivestita in granito di Corniola e presenta vetrate di 3 m in larghezza, che richiamano lo stile architettonico della scuola di Chicago.
L'atrio composto da tre piani conteneva una scultura di Henry Moore. La scultura è stata rimossa e venduta nel 2016 a seguito di una ristrutturazione della hall.